# Manolo Cardona
Manuel Julián Cardona Molano, conocido como Manolo Cardona, (Popayán, 25 de abril de 1977) es un actor colombiano.
Hizo su debut en Padres e hijos con el papel de Nicolás Franco. También ha participado en películas como Una chihuahua de Beverly Hills, El cartel de los sapos y otras. Ha compartido escenario con grandes actores y actrices de la televisión colombiana y hoy en día es uno de los actores más famosos tanto nacional como internacional en representación de Colombia.

## Biografía
Manolo fue criado en la ciudad de Cali. En los últimos años, sus papeles en telenovelas han logrado que las mujeres de Colombia lo tengan entre sus galanes preferidos y que miles de jóvenes coleccionen sus fotos y se "desvivan" por un autógrafo suyo.
Se casó con Valeria Santos, sobrina del expresidente y Premio Nobel de la Paz, Juan Manuel Santos.
A los 14 años grabó su primer comercial de zapatos luego participó en otros comerciales y hasta llegó a modelar en la pasarela de Cali. Pero Manolo no quería ser modelo, y por eso se mudó a Bogotá. A los 18 años, instalado en la capital colombiana, inició estudios de Finanzas y Relaciones Internacionales. Pero la televisión volvió a tentarlo y esta vez no para hacer comerciales, sino para actuar en telenovelas. Debutó como actor en Padres e hijos, donde consiguió su primer protagónico con el papel de Nicolás Franco. Siguió luego con Carolina Barrantes, donde consiguió su primer protagónico en el primetime y terminó de afirmar su popularidad con ¿Por qué diablos?, gran serie de televisión en la que fue protagonista y en la que encarnó a un ladrón de buenos sentimientos. Este personaje marcó su carrera como actor y poco a poco entró en las grandes ligas de la actuación. Manolo tiene tres hermanos y una hermana.

## Carrera
Su carrera actoral fue gracias a Andrés Barrios empezó en la serie televisiva Padres e hijos en el año 1996 como Nicolás Franco, junto a Diego Cadavid, con quien se reencontraría 12 años más tarde, en la serie El Cartel.
En 1999 empezó en la teleserie ¿Por qué diablos?, junto a la actriz Marcela Carvajal, interpretando a Juan Diablo Cantor.
En 2001 se dio a conocer como Jhon Héctor Afanador en la comedia romántica de acción Amor a mil. Dos años más tarde realizó Ladrón de corazones, siendo esta la primera telenovela que realizara fuera de su país. Actuando como pareja al lado de la fallecida actriz mexicana Lorena Rojas, interpretando al personaje de Gustavo Velasco.
En 2004 grabó Gitanas, una telenovela muy parecida a Ladrón de corazones, adaptación de la telenovela original chilena de 2000: Romané. En 2005 salta a la pantalla grande, en la película Rosario Tijeras, basada en el libro de Jorge Franco Ramos. Ese mismo año grabó su segunda película La mujer de mi hermano que, al igual que Rosario Tijeras, se basaba en un libro.
En 2006 trabajó en la telenovela Marina sustituyendo a Mauricio Ochmann, quien dejó el reparto por motivos de salud. En 2007 protagonizó en Tiempo final el capítulo La entrega.
En 2008 creó junto a sus hermanos Juancho y Francisco una productora de cine y televisión. Su ópera prima fue El Cartel de los Sapos - La película, una de las producciones cinematográficas más ambiciosas en la historia del cine colombiano.
En 2008 protagoniza la serie El Cartel del Canal Caracol, interpretando a Martín González, conocido en el bajo mundo como "Fresita" inspirada en el libro El Cartel de los Sapos escrito por el exnarcotraficante Andrés López López, el cual cuenta sus experiencias en el mundo del narcotráfico y en uno de los cárteles de droga más peligrosos del mundo. 
En 2009 inicia el rodaje como nuevo protagonista de la versión española de la popular serie Sin tetas no hay paraíso.
En 2010 protagoniza Contracorriente, largometraje peruano donde personifica a un pintor y fotógrafo homosexual enamorado de un pescador.
En 2011 protagoniza Restos, de Alfonso Pineda, compartiendo reparto con Leonardo Sbaraglia, Carolina Guerra e Ilse Salas. Unos meses después, fue actor invitado en la telenovela brasileña Aquele Beijo de Rede Globo. El mismo año, protagonizó la película mexicana Violet.
En 2012 actuó en la película Border Run de Estados Unidos, protagonizada por Sharon Stone.
A principios de 2012 Manolo regresa a la pantalla chica en el programa Colombia tiene talento acompañado por Paola Turbay y Alejandra Azcarate como jurado.

## Filmografía

### Televisión
| Año       | Título                        | Personaje                            | País                      |
| --------- | ----------------------------- | ------------------------------------ | ------------------------- |
| 1995-1997 | Padres e hijos                | Nicolás Franco                       | Bandera de Colombia       |
| 1998-1999 | Carolina Barrantes            | David Molina Suárez                  | Bandera de Colombia       |
| 1999-2000 | ¿Porqué diablos?              | Juan "Diablo" Cantor                 | Bandera de Colombia       |
| 2002      | Pedro el escamoso             | Jhon Héctor Afanador (Invitado)      | Bandera de Colombia       |
| 2003      | Ladrón de corazones           | Gustavo Velasco                      | Bandera de México         |
| 2004-2005 | Gitanas                       | Sebastián Domínguez                  | Bandera de México         |
| 2006-2007 | Marina                        | Ricardo Alarcón Morales              | Bandera de México         |
| 2008      | El cartel de los sapos        | Martín González "Fresita"            | Bandera de Colombia       |
| 2008      | Tiempo final                  | Pablo "Ep12: La entrega"             | Bandera de Colombia       |
| 2009      | Sin tetas no hay paraíso      | Martin La Roca                       | Bandera de España         |
| 2010      | El cartel 2 - La guerra total | Martin González "Fresita" (Invitado) | Bandera de Colombia       |
| 2011-2012 | Aquel beso                    | Juan Díaz                            | Bandera de Brasil         |
| 2013      | Covert affairs                | Teo Braga                            | Bandera de Estados Unidos |
| 2013      | Reign                         | Príncipe Thomás de Portugal          | Bandera de Estados Unidos |
| 2014      | Palabra de ladrón             | Hernán López Mendoza                 | Bandera de Colombia       |
| 2015-2016 | Narcos                        | Eduardo Sandoval                     | Bandera de Estados Unidos |
| 2016-2017 | 2091                          | Ferrán                               | Bandera de Colombia       |
| 2016-2017 | La Hermandad                  | Julio Kaczinsky                      | Bandera de México         |
| 2018      | Rubirosa                      | Porfirio Rubirosa Ariza              | Bandera de México         |
| 2018-2019 | María Magdalena               | Jesús de Nazaret                     | Bandera de México         |
| 2021-2022 | ¿Quién mató a Sara?           | Alejandro "Álex" Guzmán Saldivar     | Bandera de México         |
| 2022      | Now and Then                  | Marcos Herrero                       | Bandera de Estados Unidos |
| 2025      | Medusa                        | Danger Carmelo                       |                           |

## Cine
| Año  | Título                          | Personaje                    | País                                  |
| ---- | ------------------------------- | ---------------------------- | ------------------------------------- |
| 2004 | Rosario Tijeras                 | Emilio Echegaray             | Bandera de Colombia                   |
| 2005 | La mujer de mi hermano          | Gonzalo                      | Bandera de México                     |
| 2008 | Un chihuahua de Beverly Hills   | Sam Cortéz                   | Bandera de Estados Unidos             |
| 2009 | Contracorriente                 | Santiago                     | Bandera de Perú                       |
| 2009 | La última muerte                | David Tapia                  | Bandera de México                     |
| 2011 | Al acecho de Leopoldo           | Eduardo                      | Bandera de México                     |
| 2012 | El cártel de los sapos          | Martín González "Fresita"    | Bandera de Colombia                   |
| 2013 | Border Run                      | Roberto                      | Bandera de Estados Unidos             |
| 2014 | Fort Bliss                      | Luis                         | Bandera de España                     |
| 2015 | Corazón de león                 | Edgar                        | Bandera de Colombia                   |
| 2016 | Pacífico                        | Eber                         | Bandera de Colombia                   |
| 2016 | Macho                           | La keren                     | Bandera de México                     |
| 2017 | The Foreigner                   | Pedro López                  | Bandera de España                     |
| 2017 | Love Film Festival              | Adrián                       | Bandera de Brasil                     |
| 2018 | El Cuaderno de Sara             | Sergio Rojas                 | Bandera de España                     |
| 2018 | Rubirosa                        | Porfirio Rubirosa            | Bandera de la República Dominicana    |
| 2018 | Rubirosa 2                      | Porfirio Rubirosa            | Bandera de la República Dominicana    |
| 2018 | Rubirosa 3                      | Porfirio Rubirosa            | Bandera de la República Dominicana    |
| 2021 | Guerra de Likes                 | Ivan                         | Bandera de México                     |
| 2021 | Plaza Catedral                  | Diego                        | Bandera de Panamá                     |
| 2021 | El rey de todo el mundo         | Andrés                       | Bandera de España · Bandera de México |
| 2021 | Amalgama                        | Dr. José María "Chema" Gómez | Bandera de México                     |
| 2022 | Los tipos malos                 | Sr. Lobo                     | Bandera de Estados Unidos             |
| 2023 | Uno para morir                  | Teniente Simón               | Bandera de México                     |
| 2023 | Dime lo que quieres (de verdad) | Tomás                        | Bandera de México                     |
| 2023 | Invitación a un asesinato       | Cary                         |                                       |

## Reality
| Año  | Título                 | Rol    | País                |
| ---- | ---------------------- | ------ | ------------------- |
| 2012 | Colombia tiene talento | Jurado | Bandera de Colombia |

## Productor
| Año  | Título                          | Rol                            | País                               |
| ---- | ------------------------------- | ------------------------------ | ---------------------------------- |
| 2010 | Pablo's Hippos                  | Productor ejecutivo documental | Bandera de Colombia                |
| 2011 | El cártel de los sapos          | Productor ejecutivo            | Bandera de Colombia                |
| 2011 | La sombrilla                    | Productor ejecutivo            | Bandera de Colombia                |
| 2013 | Espectro                        | Productor ejecutivo            | Bandera de México                  |
| 2014 | Corazón de León                 | Productor                      | Bandera de Colombia                |
| 2016 | La Hermandad                    | Productor ejecutivo            | Bandera de México                  |
| 2017 | La fiscal de hierro             | Productor ejecutivo            | Bandera de México                  |
| 2018 | Rubirosa                        | Director y productor           | Bandera de la República Dominicana |
| 2018 | Rubirosa (serie)                | Productor                      | Bandera de México                  |
| 2019 | Claramente                      | Productor ejecutivo            | Bandera de México                  |
| 2021 | La negociadora                  | Productor ejecutivo            | Bandera de México                  |
| 2021 | Parientes a la fuerza           | Productor ejecutivo            | Bandera de México                  |
| 2021 | Amalgama                        | Productor                      | Bandera de México                  |
| 2023 | Uno para morir                  | Director                       | Bandera de México                  |
| 2023 | Dime lo que quieres (de verdad) | Productor ejecutivo            | Bandera de México                  |

## Premios y nominaciones
| Año  | Premio                                                                | Producción                       | Categoría                             | Resultado |
| ---- | --------------------------------------------------------------------- | -------------------------------- | ------------------------------------- | --------- |
| 2000 | Premio TVyNovelas                                                     | ¿Por qué diablos?                | Mejor actor protagónico de telenovela | Ganador   |
| 2001 | Premio del festival de Houston                                        | ¿Por qué diablos?                | Mejor actor Latinoamericano           | Ganador   |
| 2002 | Premios INTE                                                          | ¿Por qué diablos?                | Actor del año                         | Nominado  |
| 2002 | Premios India Catalina                                                | Amor a mil.                      | Mejor Actor principal                 | Nominado  |
| 2004 | Premios INTE                                                          | Ladrón de corazones              | Actor del año                         | Nominado  |
| 2005 | Premios Ace NY                                                        | Gitanas                          | Mejor Actor                           | Nominado  |
| 2008 | Premios Imagen Foundation: 24 edición                                 | Una chihuahua de Beverly Hills.  | Mejor Actor de Reparto                | Ganador   |
| 2009 | Premio TVyNovelas                                                     | El cartel.                       | Protagonista masculino favorito       | Nominado  |
| 2010 | Premio Macondo de la Academia Colombiana de Ciencias Cinematográficas | Contracorriente.                 | Mejor actor de reparto                | Ganador   |
| 2010 | Premios CineyMás                                                      | Contracorriente.                 | Mejor actor de reparto                | Nominado  |
| 2013 | Premios y esos porque son Famosos                                     | Contracorriente.                 | Muy bueno pa' el me alegro mucho      | Nominado  |
| 2013 | Premios y esos porque son Famosos                                     | Mejor Pareja por Su vida Amorosa | Mejor Pareja por Su vida Amorosa      | Nominado  |